# Chéhéry

Chéhéry este o comună în departamentul Ardennes din nordul Franței. În 1 ianuarie 2018 avea o populație de 120 de locuitori.